# Ústav dějin evropských socialistických zemí ČSAV
Ústav dějin evropských socialistických zemí ČSAV byl ústav akademie věd z 50. let 20. století zrušený v roce 1970. Zahrnoval hlavně rusisty a byzantology. Ústav v roce 1968 změnil název na Ústav dějin východní Evropy (ÚDVE) a v roce 1970 na další, novodobý Československo-sovětský institut ČSAV pod znormalizovaným vedením Čestmíra Amorta a Václava Krále, následně pak Jaroslavem Kožešníkem (1907–1985). Počínaje ÚDESZ se vždy jednalo výhradně o historické pracoviště zaměřené na dějiny střední, východní a jihovýchodní Evropy. V roce 1963 do něho přešli historici a byzantologové z reorganizovaného Slovanského ústavu Akademie věd. Vedoucím jeho brněnské pobočky byl od roku 1964 Vladislav Šťastný (1928–2014).
Kvůli možnosti rychlého vyhození nepohodlných byl ústav roce 1970 formálně zrušen a v jeho prostorách vznikl pod záštitou oddělení vědy a školství KSČ Československo-sovětský institut (ČSI) po vzoru stejnojmenné organizace z let 1950–1963. Paradoxem dějin bylo to, že v něm zavládli dříve znemožnění historici typu Čestmíra Amorta z dob původního ČSI.